# Пітінга
Пітінга (порт. mina de Pitinga) — це гірничовидобувний комплекс з відкритої розробки одного з найбільших в світі родовищ олова в Бразилії. Розташований на в оловоносному районі Мапуера (муніципалітет Презіденті-Фігейреду, штат Амазонас). У віддаленому місці в тропічному лісі Амазонки було створено повну громаду з 5000 осіб для забезпечення гірничих робіт, які розпочалися в 1982 році. Траплялися аварії, але були докладені зусилля, щоб мінімізувати шкоду довкіллю та відновити території, пошкоджені гірничими роботами. Станом на 2014 рік легкодоступні алювіальні родовища були вичерпані, але видобування корінних порід продовжувалось.

## Характеристика родовища
Корінні руди грейзенового геолого-промислового типу генетично пов'язані зі складними багатофазними гранітоїдними масивами Агуа-Боа і Мадейра (1689 млн років), які проривають вулканічні і осадові породи нижнього протерозою. У ранню фазу становлення масивів сформувалися порфіровидні граніти типу рапаківі, у пізнішу — середньо- і грубозернисті біотитові граніти. Рудні жили і штокверки локалізовані в альбітизованих гранітах. Руди комплексні, до їх складу входять каситерит, колумбіт, танталіт, пірит, кріоліт, флюорит. Запаси руд корінного олова, визначені рамках проекту «Роша-Сан», — 1,19 млн т; середній вміст металу в рудах тут становить 0,141%.
Руди містять також 6 млн т кріоліту, 4 млн т циркону (сер. вміст 1,5%), промислові концентрації колумбіт-танталіту (сер. вміст пентоксиду ніобію 0,223%, пентоксиду танталу — 0,028%), флюориту, а також ітрію, в основному в складі ксенотиму.
Основні запаси корисних копалин зосереджені в корах вивітрювання і розсипах, що виникли за їх рахунок і займають площу близько 250 км². Головними з них є алювіальні розсипи рік Мала Мадейра, Жабуті і Кейшада. Рудні піски залягають на глибині близько 6 м. Запаси руди в розсипах становлять 195 млн т, олова — 343 тис. т при середньому вмісті каситериту 2,0 кг/м³, пентоксиду ніобію — 435 тис. т при сер. вмісті Nb2O5 4.3%, пентоксиду танталу — 55 тис. т при сер. вмісті Ta2O5 0,3%, діоксиду цирконію — 1,7 млн т. У результаті ГРР, приріст запасів пентоксиду ніобію до 2000 р. становив 30 млн т руди при сер. вмісті 4.1% (1,2 млн т Nb2O5).

## Технологія розробки
Завдяки застосуванню сучасної техніки і передових технологій видобутку і переробки руд та комплексному освоєнню ресурсів рудник Пітінга в найближчому майбутньому зможе, незважаючи на виснаження запасів розсипів і перехід на відробляння корінних руд, стати одним з провідних постачальників на світовий ринок олова, ніобію і танталу.